# Śmierć dziecioroba
Śmierć dziecioroba – polski film obyczajowy z 1990 roku w reżyserii Wojciecha Nowaka.

## Opis fabuły
Januszek (Marek Kasprzyk) – miasteczkowy casanova, wraca z wojska. W domu czeka na niego Blada (Anna Majcher), matka jego przyszłego dziecka, córka szefa miejscowej bezpieki, który załatwił kandydatowi na zięcia skrócenie służby wojskowej. Januszek, mający na sumieniu niejedno złamane serce niewieście, nie pali się do ożenku.

## Obsada
- Marek Kasprzyk jako Januszek
- Anna Majcher jako Blada
- Beata Tyszkiewicz jako ciotka Lala
- Piotr Cyrwus jako Czapa
- Katarzyna Węglicka jako Danka
- Robert Płuszka jako Staś
- Grażyna Trela jako Wiśka
- Kama Kowalewska jako Celina
- Zbigniew Kosowski jako "Glaen", brat Maliny
- Jacek Labijak jako Dzida
- Małgorzata Hajewska-Krzysztofik jako Malina
- Krystyna Sznerr jako Iza, ciotka "Bladej"

i inni